# فيليكس بيندكت هيرزوغ
فيليكس بيندكت هيرزوغ (بالإنجليزية: F. Benedict Herzog)‏ هو مخترِع ومصور أمريكي، ولد في 27 ديسمبر 1859 في نيويورك في الولايات المتحدة، وتوفي بنفس المكان في 21 أبريل 1912.